# Percy Tuhaise
Percy Night Tuhaise là một luật sư và thẩm phán người Uganda, vào ngày 8 tháng 2 năm 2018, được bổ nhiệm bởi tổng thống Yoweri Museveni làm chánh án Tòa phúc thẩm Uganda, kiêm luôn cả Tòa án Hiến pháp của đất nước này. Trước vị trí hiện tại của mình, bà phục vụ tại Tòa án Tối cao Uganda.

## Bối cảnh và giáo dục
Bà tốt nghiệp Khoa Luật Đại học Makerere, trường đại học công lập lớn nhất và lâu đời nhất của Uganda, với bằng Cử nhân Luật, vào khoảng năm 1983. Năm sau, bà được Trung tâm Phát triển Luật tại Kampala, thủ đô của Uganda trao chứng chỉ hành nghề luật sư thành phố. Bà cũng có bằng Thạc sĩ Luật từ Đại học Makerere.

## Nghề nghiệp
Sau khi nhập học vào ngành luật Uganda, bà phục vụ trong nhiều vai trò khác nhau trong và ngoài dịch vụ công cộng. Bà là thành viên của Ủy ban cải cách luật Uganda. Tại thời điểm bổ nhiệm bà lên Tòa án Tối cao Uganda, bà là Phó Giám đốc Trung tâm Phát triển Luật, ở Kampala, và đồng thời là phó chủ tịch của tòa án tranh chấp về điện. Tại Tòa án Tối cao, Tư pháp Tuhaise đã phục vụ trong Sư đoàn Gia đình và trong Phòng Tội phạm Quốc tế.
Tuhaise đã tham gia phiên dịch Hiến pháp năm 1995 thành Runyoro / Rutooro dưới sự giám sát của Trung tâm Phát triển Luật. Bà là một trong những thẩm phán xét xử trong "Trial Clerics" Murder Trial ", từ năm 2016 đến năm 2017. Bà ấy là tác giả của một số ấn phẩm, trong các diễn đàn ngang hàng học thuật.